# Borova Kosa
Borova Kosa je vesnice v Chorvatsku v Bjelovarsko-bilogorské župě, spadající pod opčinu Đulovac. Nachází se asi 8 km severovýchodně od Daruvaru. V roce 2011 zde žilo 91 obyvatel. V roce 1991 bylo 8,52 % obyvatel (11 z tehdejších 129 obyvatel) české národnosti

## Sousední sídla
| Růžice kompasu |             | Ivanovo Selo | Maslenjača     | Růžice kompasu |
| Růžice kompasu | Šuplja Lipa | Sever        | Donja Vrijeska | Růžice kompasu |
| Růžice kompasu | Šuplja Lipa | Borova Kosa  | Donja Vrijeska | Růžice kompasu |
| Růžice kompasu | Šuplja Lipa | Jih          | Donja Vrijeska | Růžice kompasu |
| Růžice kompasu | Batinjani   |              |                | Růžice kompasu |